# Triermain Castle
Triermain Castle är ett slott i Storbritannien.   Det ligger i grevskapet Cumbria och riksdelen England, i den centrala delen av landet, 400 km norr om huvudstaden London. Triermain Castle ligger 135 meter över havet.
Terrängen runt Triermain Castle är varierad. Runt Triermain Castle är det ganska tätbefolkat, med 60 invånare per kvadratkilometer. Närmaste större samhälle är Brampton, 8,0 km sydväst om Triermain Castle. Trakten runt Triermain Castle består i huvudsak av gräsmarker.